# Тетрарутенийундекаскандий
Тетрарутенийундекаскандий — бинарное неорганическое соединение
скандия и рутения
с формулой Sc11Ru4,
кристаллы.

## Получение
- Сплавление стехиометрических количеств чистых веществ:

{\displaystyle {\mathsf {11Sc+4Ru\ {\xrightarrow {1510^{o}C}}\ Sc_{11}Ru_{4}}}}

## Физические свойства
Тетрарутенийундекаскандий образует кристаллы
кубической сингонии, пространственная группа F m3m, параметры ячейки a = 1,3367 нм, Z = 8,
структура типа ундекаскандийтетраиридия Ir4Sc11
.
Соединение образуется по перитектической реакции при температуре 1510°C 
(1130°C ).